# Ozero Dacha
Cooperativa „Ozero“ (în rusă О́зеро, „Lacul“; nume complet: дачный потребительский кооператив «Озеро», „Cooperativa de consum dacea «Ozero»“) este o cooperativă de dacea asociată cu cercul de prieteni intimi ai lui Vladimir Putin. Cu timpul, Ozero a devenit mult mai mult decât o asociere pentru folosirea în comun a unei stațiuni pentru petrecerea timpului liber, dat fiind că membrii ei au avut cariere de excepție, iar construcțiile au ajuns să fie folosite rareori de către proprietarii lor, aceștia trăind în marea parte a timpului la Moscova.

## Istoric
Cooperativa dacea Ozero a fost întemeiată la 10 noiembrie 1996 de către Vladimir Smirnov (președinte), Vladimir Putin, Vladimir Iakunin, Andrei Fursenko, Serghei Fursenko, Iuri Kovalciuk, Viktor Meacin și Nikolai Șamalov.
Aceștia și-au pus în comun casele de vacanță dacea deținute în Soloviovka, raionul Priozersk din regiunea Leningrad, pe malul estic al lacului Komsomolskoe, pe istmul Carelia, la 100 km în linie dreaptă în direcția NNV față de Sankt Petersburg, Rusia.
După ce Vladimir Putin s-a întors de la postul său în cadrul KGB de la Dresda, la începutul anului 1990, la înființarea cooperativei Ozero a devenit membru al acesteia și a cumpărat proprietăți pe malul lacului Komsomolskoe. Dacea lui a ars în 1996, dar a fost reconstruită mai târziu în același an. Mai mulți dintre prietenii și colegii săi aveau deja sau au cumpărat terenuri în zonă, și au construit apoi câteva case în împrejurime, cu scopul de a alcătui o gated community, o zonă rezidențială împrejmuită. A fost deschis un cont bancar pentru această cooperativă, permițând depunerea și folosirea fondurilor de către toți titularii de cont, în conformitate cu legea rusă privind cooperativele.
Până în 2012, membrii cooperativei Ozero ajunseseră în poziții de vârf în guvernul și în mediul de afaceri rus și au avut mare succes financiar. După ce Vladimir Putin a devenit președinte, aproape toți membrii au avut cariere de excepție.

## Membrii „Ozero“
Tabelul de mai jos indică presupusa avere netă sau remunerația anuală a membrilor cooperativei.
| Membru Ozero     | Proprietăți și funcții (situația din anul 2014) | Presupusă avere sau remunerație anuală (situația din 2013) |
| ---------------- | --- | ---------------------------------------------------------- |
| Andrei Fursenko  | Centrul pentru Cercetare Strategică Nord-Vest, ministru al Educației și Științei al Federației Ruse (2004-2012), asistent al Președintelui Federației Ruse (2012–prezent), Consul onorific al Bangladesh-ului la Sankt Petersburg                  | Necunoscută                                                |
| Serghei Fursenko | Filiala Lentransgaz a Gazprom, Gasprom Gas-Motor Fuel, președinte National Media Group, președinte al Uniunii de Fotbal a Rusiei (2010–2012) | Necunoscută                                                |
| Iuri Kovalciuk   | Banca „Rossiia“ și filialele sale (de exemplu, coproprietar al National Media Group), Centrul pentru Cercetare Strategică Nord-Vest, Consul onorific în Thailanda la Sankt Petersburg                                                              | Avere netă de 1,4 miliarde USD                             |
| Viktor Meacin    | Fost director general al Băncii Rossiia (1995–1998, 1999–2004), CEO al companiei de investiții „Abros”, o filială a Băncii Rossiia (2004–prezent); această companie de investiții deține 51% din importanta societate de asigurări Sogaz din Rusia | Necunoscută                                                |
| Vladimir Putin   | Președintele Rusiei | vezi avere personală                                       |
| Nikolai Șamalov  | Șantierul naval Vîborg, Banca Rossiia, Gazprombank | Avere netă de 500 milioane dolari                          |
| Vladimir Smirnov | Tehsnabeksport (2002–prezent) | Necunoscută                                                |
| Vladimir Iakunin | ministru adjunct al transporturilor (2000–prezent), președinte al Căilor Ferate Ruse (2005–2015) | Salariu anual de 15 milioane USD                           |

## Securitate
Se presupune că securitatea comunității dacea Ozero este asigurată de firma Rif-Security. Rif-Security este controlată de presupusul șef al bandei Tambov, Vladimir Barsukov (Kumarin) și de către Vladimir Smirnov.

## Implicații politice
Unii observatori sugerează că rădăcinile puterii lui Putin s-ar putea baza pe relațiile formate în cadrul Ozero.
Tranzacțiile financiare ale cooperativei Ozero sunt necunoscute. Prin lege, oricare dintre membri ar putea să depună și să retragă fonduri pentru uz propriu. Karen Dawisha, directorul Centrului Havighurst pentru Studii Ruse și Post-Sovietice de la Universitatea din Miami, a concluzionat că „în Rusia, un acord de tip cooperativă este o altă modalitate prin care Putin poate evita să i se dea bani direct, bucurându-se în același timp de averea împărțită între coproprietari”.
Putin. Corruption, un raport independent publicat de Partidul Libertății Poporului, de opoziție, se referă la presupusa corupție din cercul apropiaților lui Vladimir Putin și are un capitol despre Ozero.